# Þorsteinn svarfaður Rauðsson
Þorsteinn svarfaður Rauðsson (Thorstein Raudhsson) fue un vikingo y bóndi de Islandia en el siglo IX. Su historia está relacionada con la colonización de la región de Svarfaðardalur.
Según la saga de Svarfdæla, Þorsteinn era hijo de un vikingo noruego llamado Rauð del reino de Namdalen. Cuando llegó a Islandia creó un asentamiento en Grund, situada en la parte occidental del valle, mientras que Ljótólfur Goði residía en Hóf, en la parte oriental. No hay fuentes directas que citen a Ljótólfur como colono en la región, pero muchos nombres de su geografía se le atribuyen a él, lo que sugiere que fue el primero en llegar. Durante la redacción de Landnámabók hubo dos versiones sobre el primer asentamiento en Svarfaðardalur y posiblemente el cronista Ari fróði optó por una solución salomónica.
La esposa de Þorsteinn no se menciona en Landnámabók, pero según la saga estaba comprometido con Ingibjörg Herröðardóttir con quien casó y tuvo dos hijos, Karl rauði (Karl el Rojo) y Guðrún, que casó con Ljótr hinn bleiki, que serían padres de Hafþór, uno de los principales protagonistas de la saga.